# Хелиоцентрична система
Хелиоцентризмът е теория за строежа на Вселената, според която Слънцето се намира в центъра на Вселената, а Земята и другите планети обикалят около него. Идва от гръцкото „Хелиос“ – Слънце и „Кентрон“ – център. Съвременното разбиране за хелиоцентризма започва от Николай Коперник, който излага първоначален негов вариант в книгата си За въртенето на небесните сфери (De Revolutionibus Orbium Coelestium). Древногръцкият астроном Аристарх Самоски, изглежда, първи в историята, е изказал хипотезата, че Слънцето е в центъра на системата.
В първоначалната теория, предложена от Коперник, Слънцето се намира в центъра на Вселената, а Земята и другите планети обикалят по концентрични кръгови орбити около него. (В тази епоха е било още твърде смело да се твърди, че съществуват и други слънца. Защитавайки тезата, че другите звезди всъщност са далечни слънца, италианецът Джордано Бруно е изгорен на клада.) Този модел е усъвършенстван от Йохан Кеплер, който открива, че планетите всъщност обикалят по елипси, а Слънцето се намира в един от двата ѝ фокуса. Исак Нютон извежда дотогава чисто емпиричните закони на Кеплер като следствие от неговия Закон за всемирното привличане.
С развитието на космологията се разбира, че освен други звезди съществуват и други галактики, а не само Млечният път. Съвременният космологичен принцип гласи, че Вселената е еднородна и изотропна, т.е. тя няма център, и изглежда по един и същ начин за всеки наблюдател.

## Хронология на установяването на хелиоцентричната теория

### Науката преди Коперник
- Аристарх Самоски изглежда е първият, който предлага хелиоцентрична теория.
- Геоцентризмът господства в западната наука от 12 до 15 век.
- Парменид, Платон и Аристотел са предполагали, че Земята е сферична.
- Ератостен изчислява с голяма точност радиуса на Земята.
- Птолемей, древногръцки географ и астроном, предлага геоцентричната система. Съставената от него книга „Алмагест“, която обобщава в голяма степен знанието за епохата, влияе дълго на арабската, а по-късно и на западната наука, включително на Коперник.
- Марко Поло и неговото произведение „Пътешествията на Марко Поло“(Il Milione)
- Великите географски открития на Вашку да Гама, Христофор Колумб и Магелан и откриването на нови земи в Азия и Близкия изток, които имат огромно значение за Европа, се осъзнава във всички слоеве на населението, че Земята е кръгла.

### Установяването на хелиоцентричната теория
- Първият учен, който предполага, че Слънцето е в центъра на системата, а не Земята, е, изглежда Аристарх Самоски, през IV век пр. Хр.[1]
- В началото на XV век, Николай Кузански предлага теория, близка до хелиоцентризма. [1]
- 1515 Николай Коперник: пише краткото съчинение, посветено на папата „De Hypothesibus Motuum Coelestium a se Contitutis Commentariolus“. Коперник твърди, че Земята описва определена траектория около Слънцето. Всички привидни движения, които наблюдаваме по небосвода, са вследствие на движението на Земята, а не на небесната сфера.
- 1530 – 1543: Николай Коперник пише втори трактат De Revolutionibus Orbium Coelestium (За въртенето на небесните сфери), публикуван в Нюрнберг от лутерански издател на 24 май 1543, малко преди смъртта му.
- 1618: Йохан Кеплер формулира третия закон на Кеплер за движението на планетите.
- 1600: Джордано Бруно е осъден от Инквизицията да гори на клада за своите теологически възгледи, които се приемат за ерес, както и за неговите неколкократни нападки срещу църковния догматизъм. Всъщност той е осъден, защото се основава на възгледите на Коперник при развитие на философската си система за безкрайната Вселена, населена с идентични светове.
- 1640: Избухването на свръхновата SN 1604 хвърля в смут умовете на хората относно представите за „сферата на неподвижните звезди“.
- 1624: Галилей е приет на аудиенция от папа Урбан VIII, който го съветва да продължи своя писмен анализ и сравняване на значителните астрономични системи. Коперниковият модел би могъл да се има предвид според него, но само от гледната точка на математиката.
- 1632: Галилей публикува „Dialogo sopra i due massimi sistemi del mondo“, („Диалог за двете значителни системи на мирозданието“) – съчинение, в което беседват трима философи. Единият от тях – аристотелианецът Симплицио, е осмян.
- 1632: Започва процесът срещу Галилей.
- 22 юни 1633: Галилей е осъден от Инквизицията за съчинението „Dialogo sopra i due massimi sistemi del mondo“.
- 1634 Декарт получава от приятеля си Бекмън произведението на Галилей „Диалог за двете значителни системи на мирозданието“. Декарт спира да пише своето произведение: Трактат за Вселената и светлината, и насочва научните си интереси към философията.
- 1687: Нютон формулира класическата теория на гравитацията.
- 1690: Джон Лок публикува есе за човешкото разбиране. В по-ново време това е първият философски трактат за познанието и човешката мисъл.
- 1741: След оптичното доказателството за траекторията на Земята папа Бенедикт XIV позволява отпечатването на произведенията на Галилей.
- 1757: Папа Бенедикт XIV премахва забраната за произведения, отнасящи се до хелиоцентризма.
- 1781: Имануел Кант публикува „Критика на чистия разум“ – произведение, в което преразглежда основите на метафизиката.